# Edward de Souza
Edward James de Souza (* 4. November 1932) ist ein britischer Schauspieler.
Edward de Souza hat einen Abschluss an der Royal Academy of Dramatic Art gemacht und wurde dort auch Mitglied. Er ist bekannt durch die beiden Hammer-Filmproduktionen Der Kuß des Vampirs (1962) und Das Rätsel der unheimlichen Maske (1962). Weitere Bekanntheit erlangte er als Scheich Hosein in dem James-Bond-Film Der Spion, der mich liebte (1977), mit Curd Jürgens und Roger Moore.

## Filmografie (Auswahl)
- 1961: The Fourth Square
- 1962: Das Rätsel der unheimlichen Maske (The Phantom of the Opera)
- 1963: Der Kuß des Vampirs (The Kiss of the Vampire)
- 1963, 1968: Mit Schirm, Charme und Melone (The Avengers, Fernsehserie, 2 Folgen)
- 1964: Der Diamantenjob (The Main Chance)
- 1965: Doctor Who (Fernsehserie, 1 Folge)
- 1965: Simon Templar (Fernsehserie, 1 Folge)
- 1967: Tolldreiste Kerle in rasselnden Raketen (Jules Verne’s Rocket to the Moon)
- 1969: Department S (Fernsehserie, 1 Folge)
- 1971: Paul Temple (Fernsehserie, 1 Folge)
- 1973: Thriller (Fernsehserie, 1 Folge)
- 1977: James Bond 007 – Der Spion, der mich liebte (The Spy who loved me)
- 1978: Die 39 Stufen (The Thirty-Nine Steps)
- 1978: Die Füchse (The Sweeney, Fernsehserie, 1 Folge)
- 1982: Sapphire & Steel (Fernsehserie, 4 Folgen)
- 1982: Schatten der Vergangenheit (The Return of the Soldier)
- 1986: Rache ist ein süßes Wort (If Tomorrow Comes, Fernsehdreiteiler)
- 1993: One Foot in the Grave (Fernsehserie, 1 Folge)
- 1996: Jane Eyre
- 2006: New Tricks – Die Krimispezialisten (New Tricks, Fernsehserie, 1 Folge)
- 2007: Der Goldene Kompass (The Golden Compass)
- 2007: Rom (Rome, Fernsehserie, 1 Folge)
- 2008–2009: Coronation Street (Fernsehserie, 38 Folgen)
- 2012: Doctors (Fernsehserie, 1 Folge)
- 2012: Die Borgias - Sex. Macht. Mord. Amen. (The Borgias, Fernsehserie, 5 Folgen)
- 2014: Mr. Turner – Meister des Lichts (Mr. Turner)